# Jorge Masvidal
Jorge Masvidal (Miami, 12 novembre 1984) è un ex artista marziale misto statunitense di origini cubane.
Ha combattuto nella divisione dei pesi welter per la promozione statunitense UFC; precedentemente ha militato in organizzazioni quali Bellator e Strikeforce.
Detiene il record per il più veloce KO nella storia della UFC, inflitto in soli cinque secondi contro l'imbattuto Ben Askren nel 2019. Ha detenuto il titolo BMF sconfiggendo Nate Diaz. Sì è ritirato dalle MMA il 9 aprile 2023.

## Biografia
Masvidal nasce a Miami, negli Stati Uniti, da padre cubano e madre peruviana. Il padre ha scontato una pena detentiva di 20 anni per omicidio e traffico di droga. Da bambino vive una vita difficile ed è spesso coinvolto in risse da strada. Pratica la lotta libera durante gli anni alla St. Brendan High School, per poi passare alle arti marziali miste.

## Caratteristiche tecniche
Masvidal è un lottatore che predilige il combattimento in piedi, essendo dotato di straordinarie abilità nel pugilato e nella kickboxing.

## Carriera nelle arti marziali miste

### Ultimate Fighting Championship
2013
A seguito della dissoluzione di Strikeforce nel gennaio 2013, Masvidal sigla un contratto con la Ultimate Fighting Championship. Compie il suo debutto il 20 aprile seguente contro Tim Means a UFC on Fox 7, trionfando via decisione unanime.
Compie subito il suo ritorno il 27 luglio a UFC on Fox 8, quale sostituto di Reza Madadi contro Michael Chiesa. Pur subendo un atterramento nel primo round, Masvidal riesce ad aggiudicarsi la vittoria via sottomissione al secondo round.
Masvidal combatterà contro Rustam Khabilov il 6 Novembre  2013, perdendo l'incontro per decisione, ma guadagnando il suo primo Fight of the Night bonus.

#### 2014
Masvidal combatterà 3 volte durante il 2014, affrontando Pat Healy, Daron Cruickshank e James Krause, vincendo tutti gli incontri per decisione unanime.

#### 2015
Masvidal avrebbe dovuto combattere contro Bobby Green il 4 Aprile 2015, ma Green non prese parte all'incontro per infortunio. Green fu rimpiazzato da Benson Henderson il quale fu poi rimosso dall'incontro per prendere parte ad un altro evento. Masvidal combatté dunque con Al Iaquinta, perdendo per una controversa decisione non unanime.
Tre mesi dopo, il 12 Luglio 2015, Masvidal combatté contro Cezar Ferreira in un incontro valido per i pesi Welter, vincendo l'incontro per KO nel primo round, garantendosi il premio Performance of the Night.
Il 28 Novembre 2015, per UFC Fight Night 79 Masvidal fu sconfitto da Benson Henderson dopo che Thiago Alves non prese parte all'incontro come pianificato. 

#### 2016
Il 29 Maggio 2016, Masvidal perse la sua terza decisione non unanime contro Lorenz Larkin. Il 30 Luglio dello stesso anno affrontò Ross Pearson, vincendo per decisione unanime.
Il 3 dicembre 2016 vincerà per TKO contro Jake Ellenberger.

#### 2017
Masvidal tornerà nell'ottagono dopo poche settimane per affrontare Donald Cerrone a UFC on Fox 23 il 28 Gennaio 2017. Masvidal vincerà l'incontro per TKO nel secondo round, dopo aver quasi finalizzato il suo avversario durante la prima ripresa. Nonostante l'ottima partenza, Masvidal perderà i successivi due incontri dell'anno contro Demian Maia e Stephen Thompson. La sconfitta contro l'atleta Brasiliano arrivò nuovamente per decisione non unanime.
2019
A seguito delle due sconfitte, Masvidal restò fuori dall'ottagono per 18 mesi, facendo ritorno il 16 Marzo 2019 per affrontare l'astro nascente della classe di peso Darren Till. L'atleta americano vinse l'incontro grazie ad uno spettacolare KO nel secondo round che gli valse i premi Performance of the Night e Fight of the Night
Il 6 Luglio 2019 affrontò l'imbattuto Ben Askren, vincendo l'incontro per KO dopo soli 5 secondi nel primo round, stabilendo il record per il KO più veloce nella storia UFC. La spettacolare ginocchiata volante segnò la consacrazione di Masvidal a superstar.
Il 2 Novembre dello stesso anno, Jorge affrontò il veterano e fan-favorite Nate Diaz in un incontro con in palio la cintura "BMF". Nonostante un tenace Diaz, i colpi di Masvidal provocano ferite che causeranno lo stop medico alla fine della terza ripresa. 
2020 - presente
Il 12 Luglio 2020 Masvidal affrontò Kamaru Usman per il titolo dei pesi Welter UFC, sostituendo Gilbert Burns, il quale fu costretto a ritirarsi dall'incontro a meno di una settimana dalla data prevista dopo essere risultato positivo al COVID. L'incontro vedrà Masvidal uscire sconfitto per decisione unanime, dopo che il campione nigeriano ne limitò l'azione sfruttando il suo wrestling ed un dominante lavoro a parete.
Il 24 Aprile 2021 i due si sfideranno nuovamente, permettendo questa volta una preparazione completa per entrambi gli atleti. Nonostante un primo round equilibrato, la rincorsa al titolo di Masvidal terminerà bruscamente durante il secondo round, quando Kamaru Usman lo sconfisse con un violento diretto destro che manderà Masvidal KO.
Il 6 Marzo 2022 Masvidal tornerà sul ring per affrontare Colby Covington. L'incontro è molto pubblicizzato, spinto dal trash talking di Covington e dal passato condiviso dei due atleti, fra i quali non scorre buon sangue. L'incontro terminerà con una sconfitta per decisione unanime, nonostante Masvidal riuscì spesso a colpire Covington, l'intensità ed il wrestling di Colby costrinsero Masvidal in posizioni di svantaggio per larga parte dell'incontro. 
Il 9 aprile 2023 Masvidal viene sconfitto da Gilbert Burns in UFC 287. Dopo l'incontro, durante l'intervista nell'ottagono, annuncia il suo ritiro.

## Risultati nelle arti marziali miste
| Risultato | Record | Avversario        | Metodo                                          | Evento                                                          | Data              | Round | Tempo | Città                           | Note                                                                                    |
| --------- | ------ | ----------------- | ----------------------------------------------- | --------------------------------------------------------------- | ----------------- | ----- | ----- | ------------------------------- | --------------------------------------------------------------------------------------- |
| Sconfitta | 35-17  | Gilbert Burns     | Decisione (unanime)                             | UFC 287: Pereira vs. Adesanya 2                                 | 9 aprile 2023     | 5     | 5:00  | Miami, Stati Uniti              | Ritiro ufficiale dalla UFC                                                              |
| Sconfitta | 35-16  | Colby Covington   | Decisione (unanime)                             | UFC 272: Covington vs. Masvidal                                 | 6 marzo 2022      | 5     | 5:00  | Las Vegas, Stati Uniti          | Fight of the Night                                                                      |
| Sconfitta | 35-15  | Kamaru Usman      | KO (pugno)                                      | UFC 261: Usman vs. Masvidal 2                                   | 24 aprile 2021    | 2     | 1:02  | Jacksonville, Stati Uniti       | Per il titolo dei pesi welter UFC                                                       |
| Sconfitta | 35-14  | Kamaru Usman      | Decisione (unanime)                             | UFC 251: Usman vs. Masvidal                                     | 12 luglio 2020    | 5     | 5:00  | Yas Island, Emirati Arabi Uniti | Per il titolo dei pesi welter UFC                                                       |
| Vittoria  | 35-13  | Nate Diaz         | KO Tecnico (Stop medico)                        | UFC 244: Masvidal vs. Diaz                                      | 2 novembre 2019   | 3     | 5:00  | New York, Stati Uniti           | Vince il titolo "BMF" UFC                                                               |
| Vittoria  | 34-13  | Ben Askren        | KO (ginocchiata volante)                        | UFC 239: Jones vs. Santos                                       | 6 luglio 2019     | 1     | 0:05  | Las Vegas, Stati Uniti          | Performance of the Night. Performance of the Year. KO più veloce nella storia della UFC |
| Vittoria  | 33-13  | Darren Till       | KO (pugni)                                      | UFC Fight Night: Till vs. Masvidal                              | 16 marzo 2019     | 2     | 3:05  | Londra, Inghilterra             | Performance of the Night. Fight of the Night                                            |
| Sconfitta | 32-13  | Stephen Thompson  | Decisione (unanime)                             | UFC 217: Bisping vs. St-Pierre                                  | 4 novembre 2017   | 3     | 5:00  | New York, Stati Uniti           |                                                                                         |
| Sconfitta | 32-12  | Demian Maia       | Decisione (non unanime)                         | UFC 211: Miocic vs. dos Santos 2                                | 13 maggio 2017    | 3     | 5:00  | Dallas, Stati Uniti             |                                                                                         |
| Vittoria  | 32-11  | Donald Cerrone    | KO tecnico (pugni)                              | UFC on Fox: Shevchenko vs. Peña                                 | 28 gennaio 2017   | 2     | 1:00  | Denver, Stati Uniti             | Performance of the Night                                                                |
| Vittoria  | 31-11  | Jake Ellenberger  | KO tecnico (pugni)                              | The Ultimate Fighter: Tournament of Champions Finale            | 3 dicembre 2016   | 1     | 4:05  | Las Vegas, Stati Uniti          |                                                                                         |
| Vittoria  | 30-11  | Ross Pearson      | Decisione (unanime)                             | UFC 201: Lawler vs. Woodley                                     | 30 luglio 2016    | 3     | 5:00  | Atlanta, Stati Uniti            |                                                                                         |
| Sconfitta | 29-11  | Lorenz Larkin     | Decisione (non unanime)                         | UFC Fight Night: Almeida vs. Garbrandt                          | 29 maggio 2016    | 3     | 5:00  | Las Vegas, Stati Uniti          |                                                                                         |
| Sconfitta | 29-10  | Benson Henderson  | Decisione (non unanime)                         | UFC Fight Night: Henderson vs. Masvidal                         | 28 novembre 2015  | 5     | 5:00  | Seul, Corea del Sud             |                                                                                         |
| Vittoria  | 29-9   | Cézar Ferreira    | KO (gomitate e pugni)                           | The Ultimate Fighter: American Top Team vs. Blackzilians Finale | 12 luglio 2015    | 1     | 4:22  | Las Vegas, Stati Uniti          | Ritorno nei pesi welter. Performance of the Night                                       |
| Sconfitta | 28-9   | Al Iaquinta       | Decisione (non unanime)                         | UFC Fight Night: Mendes vs. Lamas                               | 4 aprile 2015     | 3     | 5:00  | Fairfax, Stati Uniti            |                                                                                         |
| Vittoria  | 28-8   | James Krause      | Decisione (unanime)                             | UFC 178; Johnson vs. Cariaso                                    | 27 settembre 2014 | 3     | 5:00  | San Jose, Stati Uniti           |                                                                                         |
| Vittoria  | 27-8   | Daron Cruickshank | Decisione (unanime)                             | UFC on Fox: Lawler vs. Brown                                    | 26 luglio 2014    | 3     | 5:00  | Las Vegas, Stati Uniti          |                                                                                         |
| Vittoria  | 26-8   | Pat Healy         | Decisione (unanime)                             | UFC on Fox: Werdum vs. Browne                                   | 19 aprile 2014    | 3     | 5:00  | Orlando, Stati Uniti            |                                                                                         |
| Sconfitta | 25-8   | Rustam Khabilov   | Decisione (unanime)                             | UFC: Fight for the Troops 3                                     | 26 novembre 2013  | 3     | 5:00  | Fort Campbell, Stati Uniti      | Fight of the Night                                                                      |
| Vittoria  | 25-7   | Michael Chiesa    | Sottomissione (D'Arce choke)                    | UFC on Fox: Johnson vs. Moraga                                  | 27 luglio 2013    | 2     | 4:59  | Seattle, Stati Uniti            |                                                                                         |
| Vittoria  | 24-7   | Tim Means         | Decisione (unanime)                             | UFC on Fox: Henderson vs. Melendez                              | 20 aprile 2013    | 3     | 5:00  | San Jose, Stati Uniti           |                                                                                         |
| Vittoria  | 23-7   | Justin Wilcox     | Decisione (non unanime)                         | Strikeforce: Rockhold vs. Kennedy                               | 24 luglio 2012    | 3     | 5:00  | Portland, Stati Uniti           |                                                                                         |
| Sconfitta | 22-7   | Gilbert Melendez  | Decisione (unanime)                             | Strikeforce: Melendez vs. Masvidal                              | 17 dicembre 2011  | 5     | 5:00  | San Diego, Stati Uniti          | Per il titolo pesi leggeri Strikeforce                                                  |
| Vittoria  | 22-6   | KJ Noons          | Decisione (unanime)                             | Strikeforce: Overeem vs. Werdum                                 | 18 giugno 2011    | 3     | 5:00  | Dallas, Stati Uniti             |                                                                                         |
| Vittoria  | 21-6   | Billy Evangelista | Decisione (unanime)                             | Strikeforce: Feijao vs. Henderson                               | 5 marzo 2011      | 3     | 5:00  | Columbus, Stati Uniti           |                                                                                         |
| Sconfitta | 20-6   | Paul Daley        | Decisione (unanime)                             | Shark Fights 13: Jardine vs Prangley                            | 11 settembre 2010 | 3     | 5:00  | Amarillo, Stati Uniti           | Incontro nei pesi welter. Daley mancò il peso                                           |
| Vittoria  | 20-5   | Naoyuki Kotani    | Decisione (non unanime)                         | ASTRA - Yoshida's Farewell                                      | 25 aprile 2010    | 3     | 5:00  | Tokyo, Giappone                 |                                                                                         |
| Sconfitta | 19-5   | Luis Palomino     | Decisione (non unanime)                         | G-Force Fights 3                                                | 2 aprile 2010     | 3     | 5:00  | Miami, Stati Uniti              |                                                                                         |
| Vittoria  | 19-4   | Satoru Kitaoka    | KO (pugni)                                      | World Victory Road Presents: Sengoku 11                         | 7 novembre 2009   | 3     | 2:03  | Tokyo, Giappone                 |                                                                                         |
| Vittoria  | 18-4   | Eric Reynolds     | Sottomissione (rear-naked choke)                | Bellator 12                                                     | 19 giugno 2009    | 3     | 3:33  | Hollywood, Stati Uniti          | Incontro catchweight (160 lb)                                                           |
| Sconfitta | 17-4   | Toby Imata        | Sottomissione tecnica (inverted triangle choke) | Bellator 5                                                      | 1 maggio 2009     | 3     | 3:22  | Dayton, Stati Uniti             | Semifinale torneo per il titolo pesi leggeri Bellator stagione 1                        |
| Vittoria  | 17-3   | Nick Agallar      | KO tecnico (pugni)                              | Bellator 1                                                      | 3 aprile 2009     | 1     | 1:19  | Hollywood, Stati Uniti          | Quarti di finale torneo per il titolo pesi leggeri Bellator stagione 1                  |
| Vittoria  | 16-3   | Tae Hyun Bang     | Decisione (unanime)                             | World Victory Road Presents: Sengoku 6                          | 1 novembre 2008   | 3     | 5:00  | Saitama, Giappone               |                                                                                         |
| Vittoria  | 15-3   | Ryan Schultz      | KO tecnico (pugni)                              | World Victory Road Presents: Sengoku 5                          | 28 settembre 2008 | 1     | 1:57  | Tokyo, Giappone                 |                                                                                         |
| Sconfitta | 14-3   | Rodrigo Damm      | KO tecnico (pugno)                              | World Victory Road Presents: Sengoku 3                          | 8 giugno 2008     | 2     | 4:38  | Saitama, Giappone               |                                                                                         |
| Vittoria  | 14-2   | Ryan Healy        | Decisione (unanime)                             | Strikeforce: At The Dome                                        | 23 febbraio 2008  | 3     | 5:00  | Tacoma, Stati Uniti             | Incontro catchweight (160 lb)                                                           |
| Vittoria  | 13-2   | Brant Rose        | KO tecnico (pugni)                              | Crazy Horse Fights                                              | 11 dicembre 2007  | 1     | 0:56  | Fort Lauderdale, Stati Uniti    |                                                                                         |
| Vittoria  | 12-2   | Matt Lee          | KO tecnico (gomitate e pugni)                   | Strikeforce: Playboy Mansion                                    | 29 settembre 2007 | 1     | 1:33  | Beverly Hills, Stati Uniti      | Incontro catchweight (160 lb)                                                           |
| Vittoria  | 11-2   | Yves Edwards      | KO (calcio alla testa)                          | BodogFIGHT: Alvarez vs. Lee                                     | 14 luglio 2007    | 2     | 2:59  | Trenton, Stati Uniti            | Ritorno nei pesi leggeri                                                                |
| Vittoria  | 10-2   | Steve Berger      | Decisione (unanime)                             | BodogFIGHT: St. Petersburg                                      | 15 dicembre 2006  | 3     | 5:00  | San Pietroburgo, Russia         |                                                                                         |
| Vittoria  | 9-2    | Keith Wisniewski  | Decisione (maggioritaria)                       | BodogFIGHT: To the Brink of War                                 | 22 agosto 2006    | 3     | 5:00  | San José, Costa Rica            |                                                                                         |
| Vittoria  | 8-2    | Nuri Shakir       | Decisione (unanime)                             | AFC 17                                                          | 24 giugno 2006    | 3     | 5:00  | Fort Lauderdale, Stati Uniti    | Vince il titolo AFC pesi welter                                                         |
| Vittoria  | 7-2    | David Gardner     | KO tecnico (pugni)                              | AFC 15                                                          | 18 febbraio 2006  | 2     | 0:14  | Fort Lauderdale, Stati Uniti    | Ritorno nei pesi welter                                                                 |
| Sconfitta | 6-2    | Paul Rodriguez    | Sottomissione (rear-naked choke)                | AFC 13                                                          | 30 luglio 2005    | 2     | 3:57  | Fort Lauderdale, Stati Uniti    |                                                                                         |
| Vittoria  | 6-1    | Joe Lauzon        | KO tecnico (pugni)                              | AFC 12                                                          | 18 aprile 2005    | 2     | 3:57  | Fort Lauderdale, Stati Uniti    |                                                                                         |
| Sconfitta | 5-1    | Raphael Assunção  | Decisione (unanime)                             | Full Throttle 1                                                 | 21 aprile 2005    | 3     | 5:00  | Duluth, Stati Uniti             |                                                                                         |
| Vittoria  | 5-0    | Justin Wisniewski | Decisione (maggioritaria)                       | AFC 8                                                           | 1 maggio 2004     | 2     | 5:00  | Fort Lauderdale, Stati Uniti    | Debutto nei pesi leggeri                                                                |
| Vittoria  | 4-0    | Julian Ortega     | Decisione (unanime)                             | AFC 6                                                           | 3 dicembre 2003   | 2     | 5:00  | Fort Lauderdale, Stati Uniti    |                                                                                         |
| Vittoria  | 3-0    | Rolando Delgado   | KO tecnico (pugni)                              | AFC 5                                                           | 5 settembre 2003  | 2     | 2:14  | Fort Lauderdale, Stati Uniti    |                                                                                         |
| Vittoria  | 2-0    | Brian Geraghty    | Decisione (unanime)                             | AFC 4                                                           | 19 luglio 2003    | 2     | 5:00  | Fort Lauderdale, Stati Uniti    |                                                                                         |
| Vittoria  | 1-0    | Brandon Bledsoe   | KO (pugni)                                      | AFC 3                                                           | 24 maggio 2003    | 1     | 3:55  | Fort Lauderdale, Stati Uniti    |                                                                                         |